# Stazione di Arklow
La stazione di Arklow  (in inglese Arklow railway station, in gaelico An tInbhear Mór) è una stazione ferroviaria che fornisce servizio a Arklow, contea di Wicklow, Irlanda. Attualmente le linee che vi passano sono l'Intercity Dublino–Rosslare e i treni locali del South Eastern Commuter. La stazione, che dista 5 minuti di cammino dal centro della cittadina, fu aperta il 16 novembre 1863. 
La stazione è dotata di due binari. Dall'aprile 2008 il controllo della stazione (semafori, scambi e altro) è gestito dal Comando Centralizzato del Traffico che si trova a Dublino.

## Servizi ferroviari
- Intercity Dublino–Rosslare
- South Eastern Commuter

## Servizi
- Biglietteria self-service
- Capolinea autolinee.
- Servizi igienici
- Biglietteria a sportello